# داء الشعاريات
داء الشُّعَّارِيَّات (بالإنجليزية: Capillariasis)‏ هو مرضٌ تُسببه ديدانٌ أسطوانية ضمن جنس الشعارية. الشكلين الرئيسيين للمرض هما:
- داء الشعاريات المعوي وتُسببه الشعارية الفليبينية.
- داء الشعاريات الكبدي وتُسببه الشعارية الكبدية.